# 东风5D型柴油机车
東風5D型柴油機車（DF5D）是一款由中车大连机车车辆研制及销售的调车柴油机车车型。该型机车是为了满足中国各地地方厂矿企业对电传动调车柴油机车的需求，由大连机车车辆厂于1998年开始设计、1999年研制成功的调车机车，适用于铁路干线调车编组及厂矿、港口小运转作业等。该型机车是以东风10DD型柴油机车为基础，动力装置为一台8V240ZJD型柴油机，装车功率为2,000马力（1,470千瓦），传动系统使用采用TQFR-3000Z型同步发电机、GTF-5100/1250型硅整流机组、ZD109Z型直流牵引电动机，并配备了由大连机车车辆厂开发的DLC微机控制系统。

## 发展历史

### 开发背景
1996年，大连机车车辆厂在东风5型柴油机车的基础上，推出了面向路外厂矿企业用户的东风5B型柴油机车。随着工厂自销机车销量比例日益增加，面对竞争日趋激烈的工矿调车机车市场，大连机车车辆厂先后推出多款功率各异的调车机车产品。1998年，为了满足地方厂矿企业对大功率电传动调车柴油机车的需求，大连机车车辆厂在东风5B型柴油机车的基础上，开发研制出装用12V240ZJD型柴油机的东风10DD型调车机车；并且在东风4D型柴油机车的基础上，开发研制出装用16V240ZJD型柴油机的东风4DD型调车机车，进而形成了东风5B型柴油机车（2,500马力）、东风10DD型柴油机车（3,000马力）、东风4DD型柴油机车（4,000马力）三种不同功率等级的调车机车产品系列。与此同时，大连机车车辆厂还决定在东风10DD型调车机车的基础上，研制一款采用8缸柴油机、运用功率为2,000马力的东风5D型调车机车，以进一步扩大调车机车产品线的覆盖范围。
1998年3月，大连机车车辆厂与英国里卡多公司签订了关于共同开发新一代8V240ZJD型柴油机的技术合作合同。8V240ZJD型柴油机是在16V240ZJD型、12V240ZJD型柴油机的基础上研制的8缸机型，在总体设计结构和性能参数上与前者尽可能保持一致，以提高零部件的通用互换率。1998年8月，大连机车车辆厂与里卡多公司进行8V240ZJD型柴油机总体方案设计评审。1999年5月，完成了柴油机全套施工图纸和技术文件，并于同年6月开始试制第一台原型机。1999年10月13日，首台8V240ZJD型柴油机在大连机车车辆厂组装完毕。随后，大连机车车辆厂又先后试制了三台8V240ZJD型柴油机，并在工厂试验台架上完成了牵引特性和震动特性试验。1999年12月2日，第一台装用8V240ZJD型柴油机的东风5D型0001号机车正式出厂，东风5D型0002号、0003号机车亦于同月下旬相继落成。在完成磨合调整试验、客户验收试验、水电阻试验和正线牵引运行试验后，首批三台东风5D型机车交付广深铁路股份有限公司，于2000年1月起分别在广州东站、黄埔站、深圳北站投入使用。

### 运用情况
截至2021年，大连机车车辆厂累计生产了超过180台东风5D型机车（0001～0180），主要用户为中国铁路广州局集团有限公司广深铁路股份有限公司，以及冶金、煤炭、化工、电力系统等行业的路外工矿企业。
中国铁路广州局集团有限公司（原广州铁路（集团）公司）广深铁路股份有限公司是中国国家铁路系统当中唯一一个使用东风5D型机车的路局单位。1999年至2000年，东风5D型0001号～0009号机车配属到广深铁路股份有限公司广深机务管理所，担任广深铁路沿线车站的调车、编组及小运转作业。2001年，广深铁路股份有限公司对公司职能部门和基层运输生产单位进行重组，将原广深机务管理所与原广深车辆运用段合并为广深机辆事业部。2007年11月，根据广州铁路（集团）公司对广州机务段内部机构实施整合的决定，将原广深机辆事业部机务部份合并到广州机务段，机车车身上的“广铁深段”段标亦陆续改为“广铁广段”。2018年起，广州机务段开始将部分车况欠佳的东风5D型机车封存。2019年2月，东风5D型0001号、0008号、0009号机车被封存于广州机务段韶关运用车间。2020年12月，广州局集团公司将原配属怀化机务段的5台东风5型机车调拨到广州机务段，替换下来的东风5D型机车被封存于广州、韶关、平湖南等地。
使用东风5D型机车的路外厂矿企业包括大唐陕西发电公司西安热电厂、大唐长春第二热电有限公司、中国石油兰州石化公司、中国石油大庆石化公司、大庆油田化工有限公司、华电能源富拉尔基热电厂、辽宁清河发电有限公司、川铁（泸州）铁路有限责任公司、辽宁阜新矿业集团、五矿营口中板有限公司、山东钢铁集团济钢板材有限公司、中铝物流集团有限公司、大唐户县第二发电厂、国电长源荆门热电厂、国华徐州发电有限公司、徐州港务集团万寨港、淮河能源（集团）股份有限公司、上海梅山钢铁股份有限公司、华润电力湖南有限公司、中金岭南公司韶关冶炼厂、广西沿海铁路公司、广西八一铁合金公司、中国铝业山东分公司、中国铝业青海分公司、中铁十局集团有限公司等。

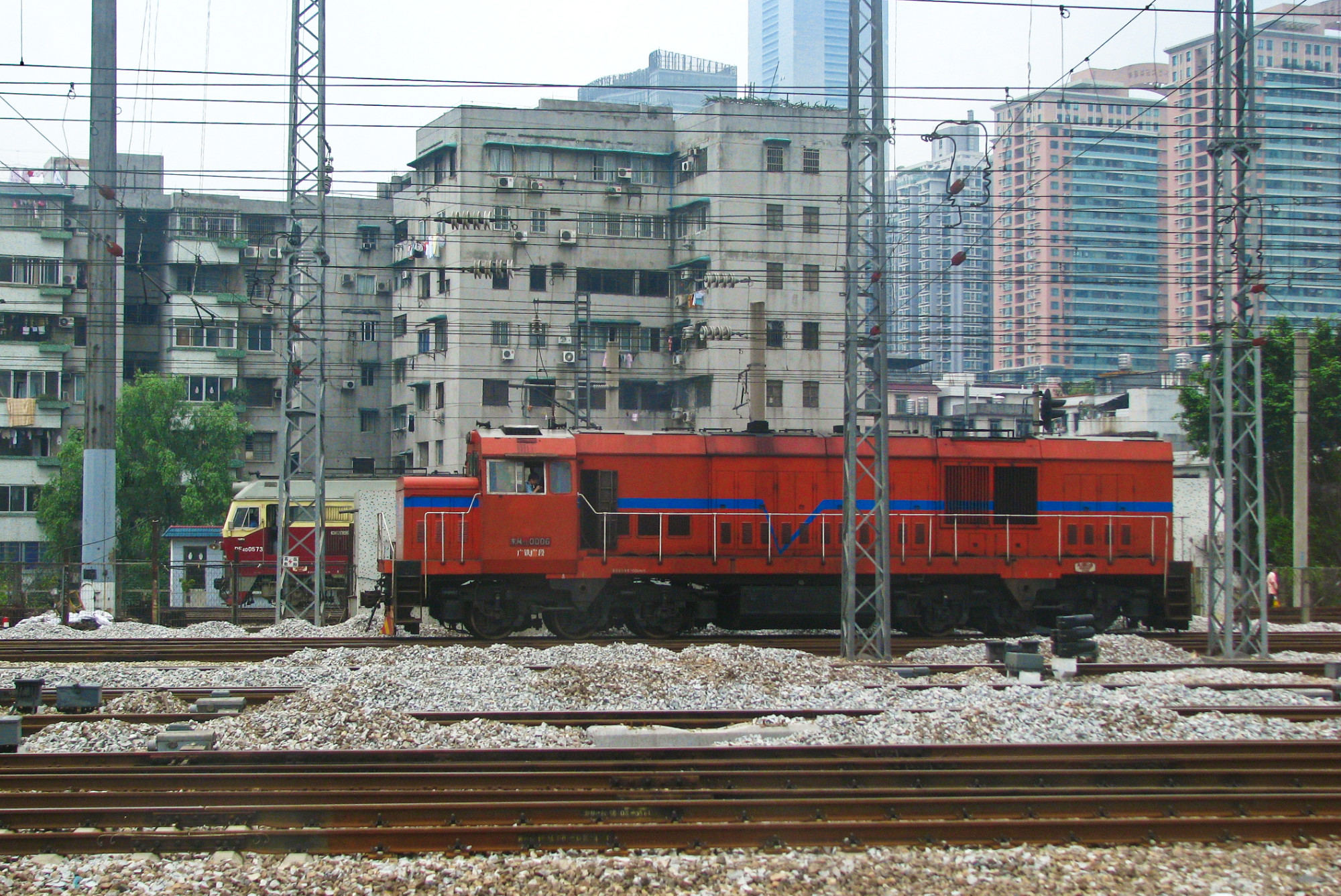
东风5D型0006号机车在广州东机务折返段等待调车命令（2008年）
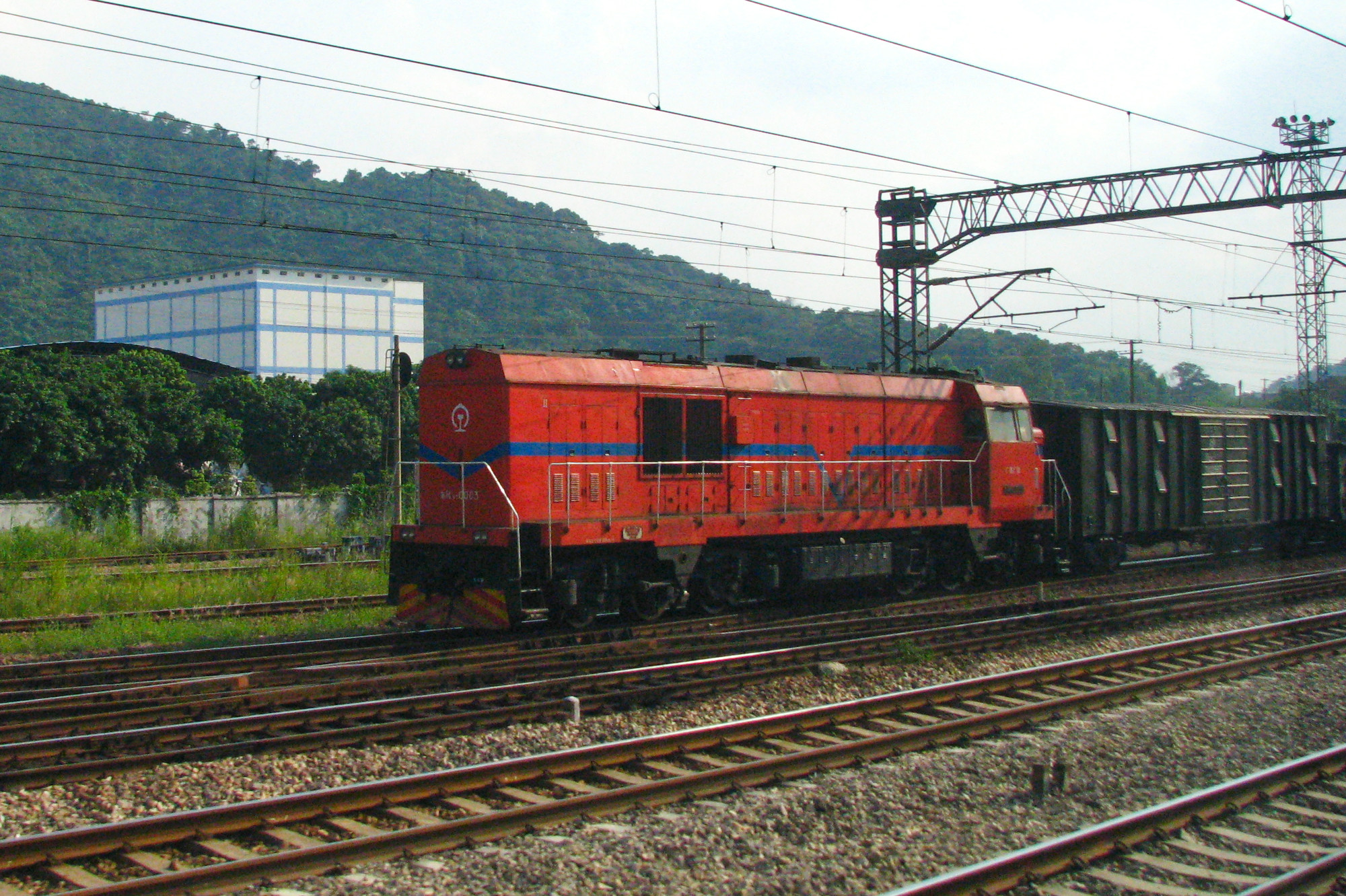
东风5D型0003号机车担任下元站调车任务（2010年）
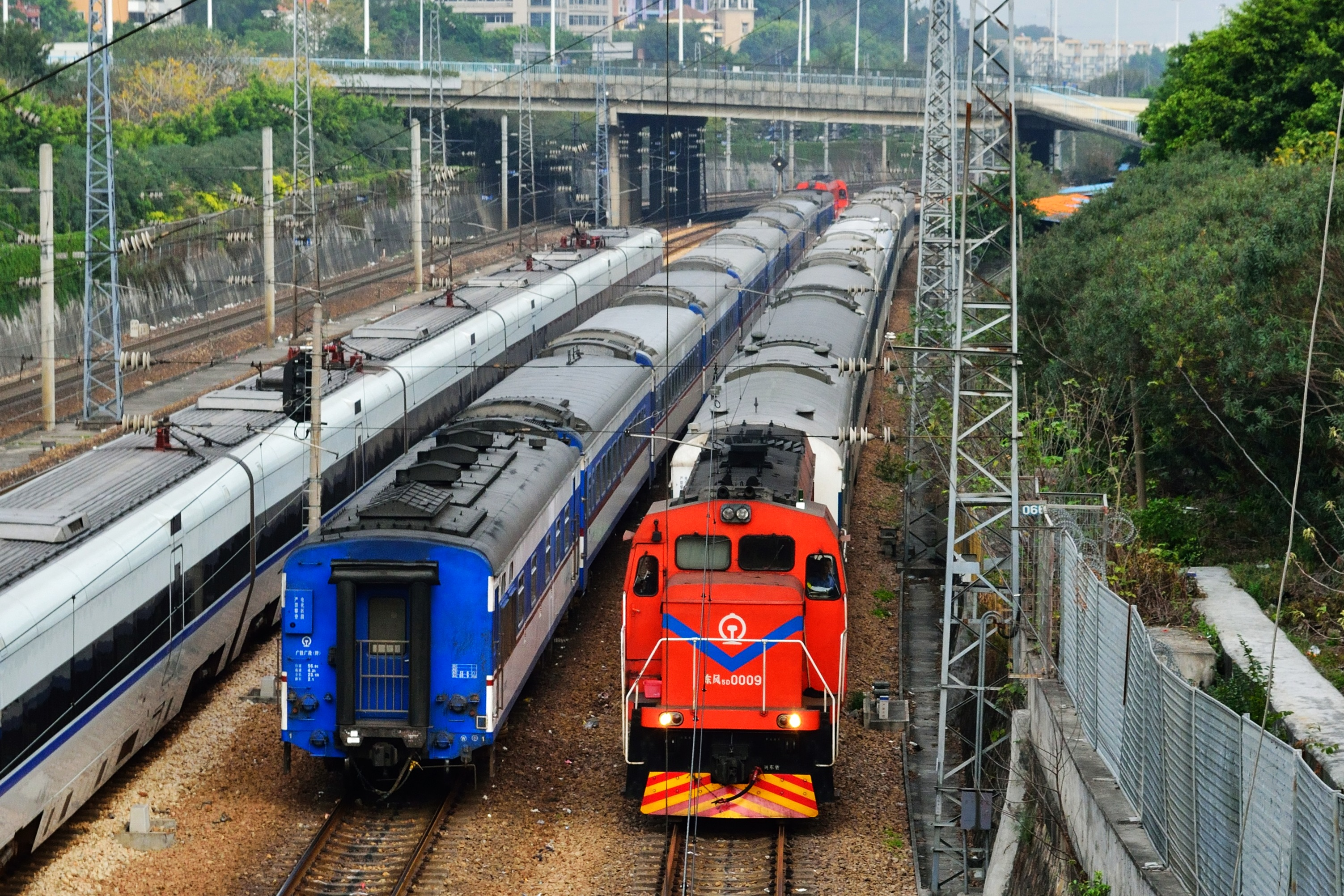
在广州东站和广州车辆段石牌运用车间（原广深车辆段）之间回送客车车底的东风5D型机车（2013年）
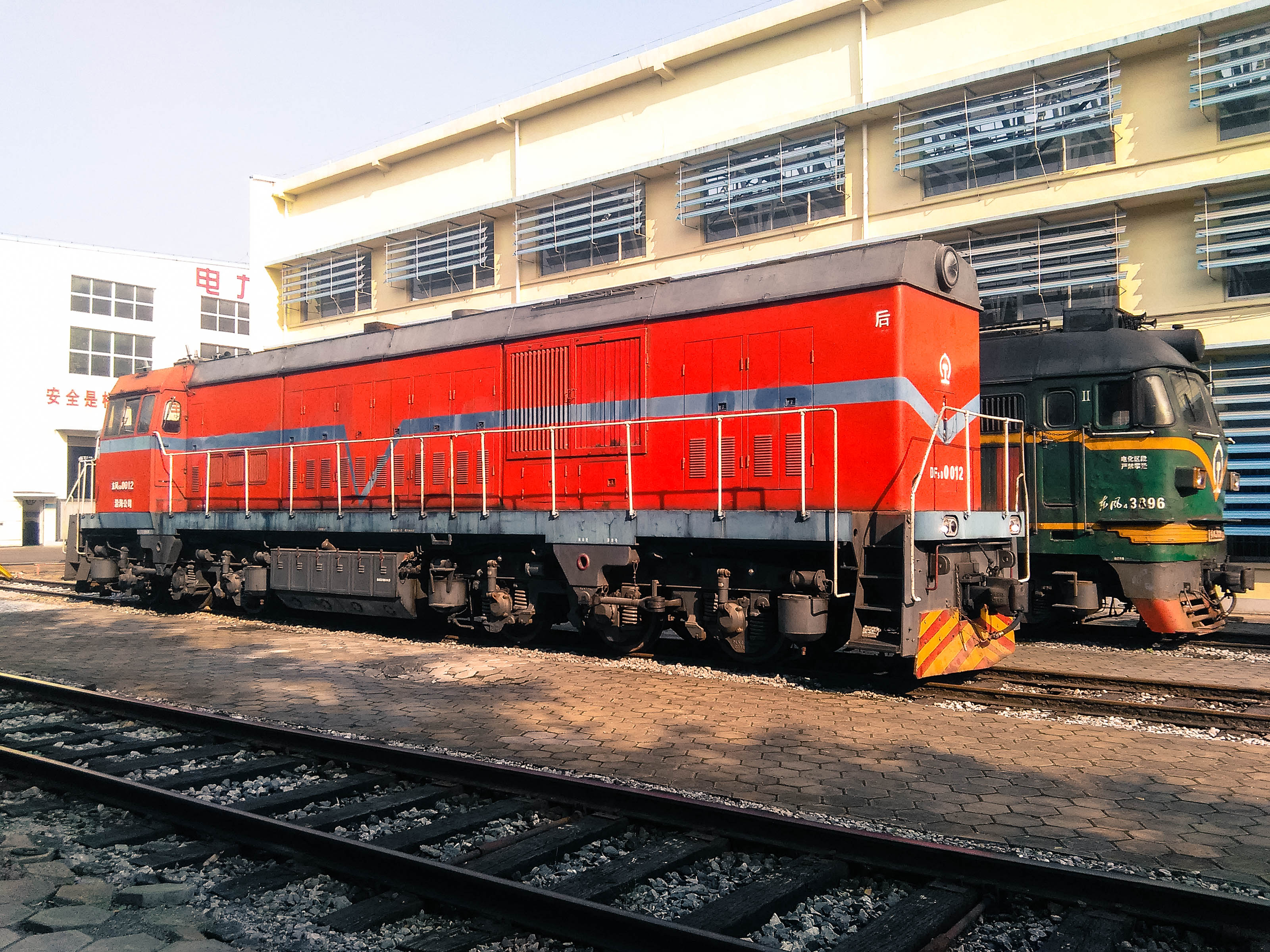
广西沿海铁路公司的东风5D型0012号机车在柳州机务段内进行中修（2016年）

## 技术特点

### 总体布置

#### 基本结构
东风5D型柴油机车是调车及小运转用的六轴柴油机车，机车标称功率为1,630马力（1,200千瓦），构造速度为100公里/小时，运转整备重量为138吨，轴重为23吨。机车采用外走廊式及中梁承载的罩式车体结构，车体所有载荷均由车体底架承担，机车中部两侧及两端设有露天走台与扶梯。车体底架长度为17,800毫米，车钩中心线间距为18,800毫米，车体宽度为3,200毫米，车体高度为4,532.5毫米。车体底架两端装有13号上作用车钩、牵引缓冲装置和排障器。车体底架下部两台转向架之间吊挂着一个容量为5,700升的燃油箱，燃油箱左右两侧设有铅酸蓄电池组。

#### 设备布置
机车从前到后分别为电气室、司机室、动力室、冷却室和辅助室，其中电气室方向为短罩端（II端），辅助室方向为长罩端（I端）。电气室、传动室、动力室及辅助室均设有可拆卸顶盖，以便吊装车内机组和设备。电气室内设有高低压控制电器柜、微机控制装置和各种用途的接触器开关，电气室并设有通往司机室的中间走廊。司机室内设有两个功能相同的司机操纵台，在司机室内沿前进（面向短罩端方向的左侧）、后退（面向长罩端方向的左侧）方向对角布置，以便司机选择任意一个方向操纵机车，司机操纵台的形式与东风10DD型机车大致相同，设有主控制器、操纵按钮、空气制动阀、仪表和信号显示装置等；司机室内还设有空调装置、电炉、电热壁。
动力室内安装了一套柴油发电机组，并设有空气滤清器、燃油滤清器、燃油输送泵、机油滤清器、机油热交换器、膨胀水箱等辅助设备。动力室内靠近司机室方向设有主整流柜、励磁整流柜、行车安全装置、起动变速箱及相关辅助设备，起动变速箱通过万向轴与主发电机端部法兰连接，并通过该变速箱驱动励磁机、起动发电机、前转向架牵引电动机通风机。
冷却室设有冷却水系统和散热装置，冷却室顶部装有V形结构的扁管肋片式散热器，以及一个直径为1,600毫米的轴流式冷却风扇，冷却风扇由静液压马达传动，冷却室两侧的百叶窗可随冷却水温度而自动开闭。机车设有两套独立的循环冷却水系统，并分别为冷却柴油机的高温闭式加压冷却水系统（10个散热器单节），以及冷却增压空气、机油、静液压传动油的低温开式循环冷却水系统（20个散热器单节）。散热器下方设有静液压变速箱、后转向架牵引电动机通风机。辅助室内设有两个总风缸、两台空气压缩机。空气制动装置采用JZ-7型空气制动机，并配备两台NPT5型电动空气压缩机。

### 柴油机
东风5D型机车装用一台由大连机车车辆工厂制造的8V240ZJD型柴油机。该型柴油机是在16V240ZJD型和12V240ZJD型柴油机的基础上，与英国里卡多公司共同开发的高强化8缸柴油机，属于240/275系列柴油机产品之一。8V240ZJD型柴油机是一款8气缸、四冲程、V型结构、直接喷射、废气涡轮增压、增压空气中间冷却的中速柴油机。气缸内径为240毫米，活塞行程为275毫米，气缸夹角为50°，额定转速为每分钟1,000转，最低空载转速为每分钟430转，标定工况下的平均有效压力为1.929兆帕（每平方厘米19.67公斤），UIC标定功率为2,200马力（1,620千瓦），装车运用功率为2,000马力（1,470千瓦），额定满功率运转时的燃油消耗量为153克/有效马力·小时（208克/有效千瓦·小时）。
柴油机采用六边形横断面的整体铸造机体、稀土合金球墨铸铁曲轴、钢顶铝裙组合式活塞。增压系统采用定压涡轮增压，配备一台ABB VTC254-13D型增压器和一台KLQ-60B-00型中冷器。在V形夹角上方设有进气稳压箱和排气总管，增压器和中冷器则安装在排气总管的输出端。左右两排气缸排出的废气通过排气支管和总管，分别进入两台涡轮增压器推动涡轮后排出，而新鲜空气由安装在车体上的空气滤清器吸入，经增压器增压后流经中冷器进行冷却，然后通过进气稳压箱和进气支管进入各个气缸。柴油机进气空气滤清器采用三级空气滤清系统，第一级为波纹状滤网，第二级为离心式旋风惯性过滤器，第三级为纸质滤芯过滤器。
柴油机采用C3X型调速器和无级调速装置，通过控制联合调节器配速机构上的步进电机，实现对柴油机的有档无级调速控制。柴油机由ZQF-80型起动发电机起动，其电源由蓄电池供给。柴油机完成起动后，启动发电机由直流串励电动机变为直流他励发电机，并通过电压调整器输出110伏特直流电，作为辅助发电机使用，用来给蓄电池充电并和向辅助电路及控制电路供电。

### 传动系统
东风5D型机车采用交—直流电传动装置，柴油机曲轴通过联轴节驱动一台交流同步发电机发出三相交流电，经由硅二极管组成的三相桥式整流装置整流为直流电后，再将电能输送给两台转向架上的六台直流牵引电动机，通过传动齿轮驱动轮对。东风5D型机车的硅整流机组、起动发电机和励磁机型号均与东风4D型柴油机车相同。 

#### 牵引发电机
东风5D型机车的牵引发电机采用永济电机厂制造的TQFR-3000Z型三相交流同步发电机，额定容量为2,911千伏安，额定电压为425／770伏特，额定电流为3,955／2,183安培，额定转速为每分钟1,000转，定子及转子绝缘等级均为H级，冷却方式为径向自通风式，主发电机净重为5,120公斤。牵引发电机由一台GQL-45型三相感应子交流发电机励磁，励磁机由柴油机通过启动变速箱驱动，其发出的交流电经励磁整流器转换为直流电后，给发电机的转子励磁绕组励磁。

#### 整流装置
牵引发电机发出的三相交流电由硅整流装置转换成直流电，由风冷式硅二极管元件组成三相桥式全波整流电路。东风5D型机车使用与东风10DD型机车相同的GTF-5100/1250型硅整流装置，整流装置有六个串联的整流桥臂，每一桥臂有四个并联的ZP2500-28型整流二极管，每个整流柜共有24个整流二极管元件。硅整流装置的最大直流输出电压为1,250伏，额定直流输出电流为5,100安培。

#### 牵引电动机
东风5D型机车采用与东风4DD型机车相同的ZD109Z型四极直流串励牵引电动机，额定功率为530千瓦，额定电压为670伏，额定电流为845安培，额定转速为每分钟770转，最高转速为每分钟2,385转，定子及电枢绝缘等级均为H级，冷却方式为强迫通风。为了扩大机车的的恒功率调速范围，还可以对牵引电动机进行一级磁场削弱，磁场削弱率为54%。

### 控制系统
东风5D型机车采用由大连机车车辆厂研制的微机控制系统，同时还保留了由联合调节器油马达驱动功调电阻的励磁调节装置，司机可根据实际情况切换励磁控制方式或两者同时使用。
功调电阻励磁调节装置采用由联合调节器伺服油压马达带动变阻器的方式。牵引发电机的励磁电流是由励磁机发出的交流电经励磁整流柜整流后供给，而励磁机的励磁电流则是由柴油机经启动变速箱驱动的测速发电机供电。测速发电机的励磁电流由110伏辅助电源提供，并经过功率调节电阻和励磁调节器控制。功率调节电阻的滑动触点由联合调节器上的功率伺服油压马达带动，它根据柴油机工作状况（欠载或过载）自动地调节可变电阻器的阻值，从而改变测速发电机的励磁电流，并经测速发电机和励磁机二级放大后，间接地改变了牵引发电机的输出功率。 
东风5D型机车使用名为“内燃机车控制器”（Diesel Locomotive Controller，DLC）的微机控制系统。该系统是以东风6型柴油机车的车载微机控制系统为基础，由大连机车车辆厂于1996年开始研制的内燃机车多功能实时控制系统。控制系统的硬件部分主要由微机系统主机、信号传感器及信号处理部分、机车状态液晶显示屏及電源供應器部分组成。系统主机釆用结构，各个控制板通过RS-485串行总线进行网络通讯，并以英特尔80C196微处理器为核心。系统主要控制功能包括恒功率励磁控制、柴油机转速控制、辅助发电励磁控制、磁场削弱控制、故障诊断与保护、机车状态参数的记录和显示等。

### 转向架
机车轴式为Co-Co，走行部为两台相同的无导框式三轴转向架，结构形式与东风10DD型机车大致相同。转向架采用钢板组焊成封闭式箱形结构的“目”字形构架。轮对轴箱采用滚柱轴承和拉杆式弹性定位装置，轴箱通过装有橡胶关节元件的上、下轴箱拉杆与构架相连接，实现轴箱相对于构架的横向和纵向定位。转向架采用四点支承的弹性摩擦式旁承，车体全部重量通过八个旁承由两台转向架支承，转向架与车体间还设有缓冲侧挡装置。
弹簧悬挂装置分为一系和二系悬挂两部分。一系悬挂采用独立悬挂形式，包括轴箱与构架之间的轴箱圆弹簧，以及在1、3、4、6轴装有并列的垂向液压减震器。二系悬挂为转向架构架与车体之间的旁承橡胶堆。一系及二系悬挂静挠度分别为121毫米和15毫米。牵引力和制动力通过低位平行四杆牵引杆机构传递，牵引点至轨面距离725毫米。
牵引电动机采用单侧齿轮传动的轴悬式驱动方式（滚动抱轴承式半悬挂）。全部牵引电动机采用顺置排列方式，即牵引电动机都放在车轴的同一侧，可以有效地减少轴重转移的幅度，牵引齿轮传动比为4.5（63：14）。基础制动装置采用带闸瓦间隙自动调节器、铸铁闸瓦的单侧单闸瓦杠杆制动，停放制动为手制动装置。转向架并设有轮缘润滑装置。

## 车辆保存
- 东风5D型0001机车：由大连机车车辆厂于1999年制造， 曾先后配属广深铁路股份有限公司广深机务管理所广深机辆段、广州铁路（集团）公司广州机务段。2018年起，封存于广州机务段广州运用车间。2019年2月，退役后被转移到广州机务段韶关运用车间封存。2019年10月，进入位于韶关运用车间内的韶关机务实训基地保存，作为教学和展示用车。

## 参看
- 东风5B型柴油机车
- 东风4DD型柴油机车
- 东风10DD型柴油机车
- 东风12型柴油机车